# Craig Peacock
Craig Peacock (* 8. August 1988 in Peterborough, England) ist ein britischer Eishockeyspieler, der seit 2022 erneut beim Glasgow Clan in der Elite Ice Hockey League unter Vertrag steht.

## Karriere
Craig Peacock begann seine Karriere als Eishockeyspieler bei den Peterborough Phantoms, für deren Profimannschaft er bereits als 15-Jähriger in der Saison 2003/04 in der English Premier Ice Hockey League, der zweithöchsten Spielklasse Großbritanniens, debütierte. Nach zwei Jahren in Nordamerika, wo er für die Florida Junior Blades und die Richmond Hill Rams in Nachwuchsligen spielte, kehrte er 2007 zu seinem Stammverein zurück, mit dem er 2009 sowohl die Hauptrunde als auch die Playoffs und den Pokalwettbewerb der English Premier Ice Hockey League gewann. Zudem war er der Topscorer unter den britischen Spielern der Liga und wurde in das Second-All-Star-Team der Liga gewählt. Zwischenzeitlich war er auch zum EIHL-Club Basingstoke Bison ausgeliehen, für den er drei Spiele absolvierte. Nach diesem Erfolg wechselte er zu den Belfast Giants. Mit der Mannschaft aus der nordirischen Hauptstadt konnte er durch einen 3:2-Endspielsieg nach Penaltyschießen gegen die Cardiff Devils auf Anhieb die Elite Ice Hockey League, die höchste britische Spielklasse, gewinnen. Peacock selbst wurde zum Best Young British Player of the Year gewählt. 2012 wurde er durch den Hauptrundensieg in der EIHL mit den Giants britischer Meister, schied in den Playoffs jedoch bereits im Halbfinale gegen den Finalgegner von 2010 aus Wales mit 3:4 nach Penaltyschießen. In der Folgesaison wurde er zum besten britischen Stürmer gewählt. Daraufhin verpflichtete ihn 2013 der dänische Erstligist Frederikshavn White Hawks, wo er sich jedoch nicht durchsetzen konnte und so bereits im September 2013 nach Belfast zurückkehrte. Mit den Giganten konnte er 2014 erneut die EIHL-Hauptrunde und damit den britischen Meistertitel erringen, das Playoff-Finale ging jedoch gegen die Sheffield Steelers mit 2:3 nach Verlängerung verloren. 2015 war er der beste britische Torschütze in der EIHL. Von 2016 bis 2020 spielte er für den schottischen Braehead Clan ebenfalls in der EIHL. Daneben spielte er in der Spielzeit 2018 für die West Auckland Admirals, mit denen er neuseeländischer Meister wurde. Nachdem er je ein Jahr für den Manchester Storm und die Fife Flyers gespielt hatte, kehrte er 2022 zum Glasgow Clan, wie sich der Klub aus der schottischen Metropole nunmehr nennt, zurück.

### International
Für Großbritannien nahm Peacock im Juniorenbereich an der U18-Weltmeisterschaft der Division II 2006 und der U20-Weltmeisterschaft der Division I 2008 teil. 
Im Seniorenbereich stand er im Aufgebot seines Landes bei den Weltmeisterschaften der Division I 2010, 2012, 2013, 2015, 2016 und 2017. Zudem nahm Peacock für Großbritannien an der Olympiaqualifikation für die Spiele in Sotschi 2014 teil. Dabei traf er beim entscheidenden 2:1-Erfolg gegen Japan, der den Briten den Einzug in die zweite Qualifikationsrunde ermöglichte, zum 1:0. In der zweiten Runde stand die Mannschaft dann aber gegen Lettland (2:6), Frankreich (2:4) und Kasachstan (0:6) auf verlorenem Posten. Auch bei der Qualifikation für die Winterspiele in Pyeongchang 2018 stand er wieder für die Briten auf dem Eis. 

## Erfolge und Auszeichnungen
- 2009 EPIHL-Meister (Hauptrunde und Playoffs) und -Pokalsieger mit den Peterborough Phantoms
- 2009 Britischer Topscorer der EPIHL und Mitglied des Second-All-Star-Teams
- 2010 EIHL-Playoff-Meister mit den Belfast Giants
- 2010 Best Young British Player of the Year
- 2012 Britischer Meister mit den Belfast Giants
- 2013 Bester britischer Stürmer
- 2014 Britischer Meister mit den Belfast Giants
- 2018 Neuseeländischer Meister mit den West Auckland Admirals

### International
- 2006 Aufstieg in die Division I bei der U18-Weltmeisterschaft der Division I, Gruppe B
- 2017 Aufstieg in die Division I, Gruppe A bei der Weltmeisterschaft der Division I, Gruppe B

## Statistik
(Stand: Ende der Saison 2021/22)